# Gim-tônica
O gim-tônica (português brasileiro) ou gin tónico (português europeu) é uma bebida alcoólica que surgiu com a necessidade dos soldados ingleses consumirem quinino para evitar a malária. Como o tônico com quinino era muito amargo, os soldados adicionavam gim para torná-lo mais palatável.
Atualmente é bastante difundido no mundo, especialmente no Reino Unido e consiste na mistura de gim, agua tônica de quinino gaseificada (uma espécie de refrigerante) e lima, em variadas proporções.
No Brasil, após uma visita da realeza inglesa, a bebida foi inicialmente recomendada por Juscelino Kubitschek a Joaquim Pires Sobrinho, que viraria prefeito da pacata cidade de Jaguariúna (SP) em 1963, o que a ajudou a difundi-la pelo interior de SP. A garrafa doada por Juscelino se encontra no museu da Maria-Fumaça de Jaguariúna.